# George Grigore
George Grigore (n. 2 februarie 1958, satul Grindu, județul Ialomița) este un scriitor, traducător, cercetător, filolog, pedagog și orientalist (arabist) român.
Prof. dr. George Grigore este coordonatorul Departamentului de Limbă și Literatură Arabă din cadrul Universității din București, directorul Centrului de Studii Arabe al Universității din București, co-editor al revistei academice Romano-Arabica , ambasador al Alianței Civilizațiilor (organism ONU pentru dialog interreligios, intercultural). De asemenea, face parte din Uniunea Scriitorilor din România.

## Studii
George Grigore s-a născut la data de 2 februarie 1958, în satul Grindu (județul Ialomița). El a absolvit în anul 1983 cursurile Facultății de Limbi și Literaturi Străine a Universității din București, secția arabă-chineză, obținând în 1997 un doctorat în filologie la Universitatea București, cu lucrarea Problematica traducerii Coranului în limba română.

## Activitate
Ca editor-traducător, în iunie 2000 fondează la Editura Kriterion, București, colecția Bibliotheca Islamica, unde va publica, printre altele, propriile traduceri ale unor autori de referință pentru spațiul arabo-islamic, cum ar fi Ibn Rushd, Ibn Arabi, al-Ghazali, Ibn Tufayl, Ibn Sina etc. Încă de la început se remarcă în mod special prin traducerea în limba română a Coranului (republicată de mai multe ori, după prima ediție din anul 2000, inclusiv într-o ediție bilingvă, arabă-română, apărută la Istanbul în anul 2003). Din anul 2001 este editor asociat al revistei Romano-Arabica, publicată de Centrul de Studii Arabe al Universității București.
Traduce o serie de opere ale unor scriitori arabi contemporani, precum Jabra Ibrahim Jabra, Mahmoud Darwish, Samih al-Qasim etc.. În scopul promovării literaturii contemporane arabe în România înființează în anul 2010, la editura [Ars Longa], colecția Alif 
În afară de numeroasele traduceri din limba arabă, a tradus și literatură română în arabă: în 1995 a publicat la Bagdad, în traducere arabă, o antologie de poezie românească sub titlul Kāna yağibu (Ar fi trebuit), lucrare premiată de Uniunea Scriitorilor Irakieni. Tot la Bagdad a publicat în traducere arabă piesa de teatru Matca (Al-Mağrā) de Marin Sorescu. În 2002, a publicat - în Liban, în traducere arabă, Taghyān al-hulm (Tirania visului) de Carolina Ilica. 
Activitatea sa pedagogică nu se rezumă la cursurile ținute la Universitatea București. A publicat o serie de lucrări menite să fie instrumente utile atât studenților, cât și tuturor celor care doresc să învețe limba arabă (dicționare, ghiduri de conversație, un manual de ortografie și caligrafie arabă).
A publicat, pe lângă altele, monografii, articole și studii despre Coran și islam, precum și despre dialectele arabe pe baza propriilor sale anchete de teren(cu precădere despre araba vorbită la Bagdad și la Mardin  
, în țară și străinătate (Irak, Iordania, Olanda, Turcia, Maroc, Emiratele Arabe Unite, Polonia, Marea Britanie, Statele Unite ale Americii, Tunisia, Spania, Austria etc.).
Pe lângă studiile de arabistică, este preocupat și de kurdologie, domeniu în care a publicat monografiile Slujitorii Diavolului; Cartea Neagră, Cartea Dezvăluirii (1994); Poporul kurd – file de istorie (1997) etc.

## Premii
Ca poet (în limbile română și arabă), a debutat în anul 1991 cu volumul Primăvara la Bagdad. A obținut pentru creația sa numeroase premii naționale – cum ar fi premiul Valahia (2001), – și internaționale – cum ar fi premiul Na‘man (Liban), 2005. În anul 2023, George Grigore a obținut în Qatar Premiul „Sheykh Hamad pentru Traducere și Înțelegere Internațională”, la categoria „Realizări”, pentru întreaga sa activitate de traducător. 

## Participări la conferințe internaționale
A participat, cu lucrări, la conferințe internaționale pe teme de islamologie sau de dialectologie arabă: Bagdad (1997), Marrakech (2000), Amman (2000), Istanbul (2000, 2004, 2009), Tetouan (2001), Tbilisi (2001), Cadiz (2002), Casablanca (2003), București (2003; 2007), Hammamet (2004), Londra (2005), Mardin (2006, 2007), Maryland (2006), Viena (2006), Siirt (2006), Colchester (2008), Doha (2008), Islamabad (2010), Erbil (2010), Riad (2010), Cluj-Napoca 2010 etc.

## Afilieri
- Association Internationale de Dialectologie Arabe [12]

- Asociația Română de Studii Religioase

- Uniunea Scriitorilor din România

- Uniunea Scriitorilor și Literaților Irakieni

- Centrul de studii arabe, Universitatea din București

În 2008 a fost desemnat ambasador al Alianței Civilizațiilor pentru România.

## Lucrări proprii și traduceri publicate în volume
(selectiv)
- George Grigore, Din arta culinară a Orientului arab, Iacobi, București, 1991
- Povești irakiene, culegere și traducere din araba irakiană de George Grigore, Coresi, 1993
- Cartea Neagră, Cartea Dezvăluirii- studiu despre yazidiții din Irak, monografie și traducere de George Grigore, Editura Călin, 1994
- Kana yagibu (Ar fi trebuit), Din poezia română contemporană (selecție și traduceri în arabă de  George Grigore și K. O. Al-Amiri), Al-Ibda', Bagdad, 1995

Cuprins: Prefață de George Grigore și Kamil Oued Al-Amiri; Dimitrie Stelaru - Note bio-bibliografice, Stăm alături; Ștefan Augustin Doinaș - Note bio-bibliografice, În așteptare; Nichita Stănescu Note bio-bibliografice, Hieroglifa; Foamea de cuvinte; La-nceputul serilor; Leoaică tânară-iubirea; Către Pace; Menuet; Lecția despre cub; Marin Sorescu - Note bio-bibliografice, Simetrie, Roata, Capriciu, Rame, Portretul artistului, Fuga; Cezar Baltag - Note bio-bibliografice - Răsfrângere în memoria soarelui; Constanța Buzea - Note bio-bibliografice, Golgota, Dorul de veghe; Ioan Alexandru - Note bio-bibliografice, Omul; Ana Blandiana - Note bio-bibliografice, Legături, Ochiul închis, Ar fi trebuit, Limita, Torquato Tasso; Adrian Păunescu - Note bio-bibliografice, Mor substantivele, Spre plus infinit; George Alboiu - Note bio-bibliografice, Elegie pentru părinți; Lucian Avramescu - Note bio-bibliografice, Și gata, Duel, Ora închiderii
- George Grigore, Poporul kurd – file de istorie, Interprint, 1997
- George Grigore, Bucate arabe, Prefață de Vasilica Ghiță Ene, Editura Călin, București, 1997
- George Grigore, Problematica traducerii Coranului în limba română, Prefață de Nadia Anghelescu, Ararat, 1997
- George Grigore și Șêro Berazî, Rêkêșa axaftina kurdî-romanî - Ghid de conversație român-kurd, Kriterion, București, 1998
- George Grigore și Nicolae Dobrișan, Dicționar arab-român, Teora, 1998
- George Grigore, Ta‘allum al-lugha ar-rūmāniyya bidūn mu‘allim (Învățarea limbii române fără profesor), Dār aš-šurūq, Beirut, 2000
- Coranul, studiu introductiv, traducere din limba arabă și note de George Grigore,  Kriterion, 2000; 2002; Herald, 2005
- Al-Ghazali,  , Firida luminilor, traducere, prefață și note de George Grigore, în volumul Călăuza dervișului - din mistica islamică (editat împreună cu Luminița Munteanu), Kriterion, București, 2001
- Ibn Tufayl,   Hayy bin Yaqzan (roman filosofic), traducere, studiu introductiv, note de George Grigore, Kriterion, 2001
- Ibn Rușd (Averroes),   Cuvânt hotărâtor privind stabilirea legăturii dintre legea revelată și filosofie, traducere, studiu introductiv, note de George Grigore, Postfață de Teodoru Ghiondea, Kriterion, 2001
- Badiuzzaman Said Nursi,   Cuvinte, traducere de George Grigore, Nesıl Yayınları, Istanbul, 2002
- Carolina Ilica, Tagiyan al-hulm; 13 qasidat hubb (Tirania visului; 13 poeme de dragoste), traducere în limba arabă de George Grigore, Naaman, Jounieh, Liban, 2002
- Ibn 'Arabi,   Geneza cercurilor, Filiația spirituală, studiu introductiv, texte prezentate și traduse din limba arabă de Rodica Firănescu și George Grigore, Kriterion, 2003
- Coranul (ediție bilingvă română-arabă), traducere în limba română de George Grigore, Çağrı Yayınları, Istanbul, 2003
- Ochiul lăuntric – perspective islamice asupra divinității, studii și traduceri din arabă de George Grigore, Editura Herald, 2005
- George Grigore, L'arabe parlé à Mardin. Monographie d'un parler arabe périphérique, Editura Universității din București, 2007, ISBN (13) 978-973-737-249-9  Arhivat în 29 septembrie 2007, la Wayback Machine.
- ‘Ali bin Abi Talib, Nahğ al-Balāġa, Calea vorbirii alese.Traducere din limba arabă și cuvânt înainte: George Grigore. Cluj-Napoca: Kriterion, 2008
- Mahmoud Darwish, Sunt arab. Poeme. Traducere din limba arabă și cuvânt înainte: George Grigore. Cluj-Napoca: Editura Kriterion, 2009.
- Basme de pe Tigru și Eufrat. Selecție, traducere din limba arabă și note:George Grigore. İlustrații: Radu Răileanu. Iași: Editura Polirom, 2009. İSBN: 978-973-46-1444-8.
- Shabab bila shaykhukha wa hayat bila mawt (Tinerețe fără bătrânețe și viață fără de moarte). Traducere din română în arabă: George Grigore; Ilustrații: Carmen Burcea Haber; Cuvânt-înainte: Omar Abdulaziz. Sharjah (EAU): Da’irat ath-thaqafa wa-l-’ilam.
- Kalila și Dimna sau Poveștile lui Bidpai, traducere după versiunea arabă a lui Ibn al-Muqaffa', note și postafață: George Grigore. Iași: Editura Polirom, 2010.
- Jabra Ibrahim Jabra, Celelalte camere. Coordonarea colectivului de traducători din limba arabă, prefață și note: George Grigore. Iași: Editura Ars Longa. 2010. pp. 172, ISBN 821.411.21-31-135.1
- Sultan bin Mohammed Al-Qasimi, Întoarcerea lui Hulagu. Traducere din limba arabă și note: George Grigore. Iași: Editura Ars Longa. 2011.
- Ibn Sīnā (Avicenna), Cartea definițiilor (ediție trilingvă: arabă, română, latină). Traducere din limba arabă, studiu și bibliografie de George Grigore. Note și comentarii de George Grigore, Alexander Baumgarten, Paula Tomi și Mădălina Pantea. Tabel cronologic de Gabriel Bițună. Transcriere critică a versiunii latine a tratatului și a comentariilor lui Andrea Alpago (1546) împreună cu traducerea comentariilor în limba română de Alexander Baumgarten. Iași: Editura Polirom, Biblioteca Medievală, 2012.